# Syagrius

Vermuteter Machtbereich des Syagrius; die Ausdehnung ist unsicher und in dieser Form wohl übertrieben.

Syagrius († ca. 486/87) war ein spätantiker Heerführer in Gallien. Er herrschte über ein Gebiet um Soissons, in dem sich sein Vater, der römische Heermeister Aegidius, vom Weströmischen Reich unabhängig gemacht hatte (heute zuweilen als „Reich von Soissons“ bezeichnet). Als Abkömmling des gallorömischen Senatsadels war er der letzte selbständige „römische“ Machthaber in Gallien. Er unterlag 486/87 dem fränkischen Heerführer und rex Chlodwig I. in der Schlacht bei Soissons und wurde später auf dessen Befehl hingerichtet.

## Leben
Syagrius entstammte möglicherweise der prominenten gallorömisch-senatorischen Familie der Syagrii aus Lugdunum. Sein Vater Aegidius war seit 457 magister militum per Gallias und damit Oberbefehlshaber der Truppen in Gallien. Nachdem der mit ihm befreundete Kaiser Majorian 461 auf Befehl des einflussreichen magister militum Ricimer hingerichtet worden war, überwarf sich Aegidius mit der weströmischen Regierung in Ravenna. 461/62 mobilisierte Agrippinus, ein Rivale des Aegidius und nun neuer gallischer Heermeister, im Auftrag Ricimers die Westgoten gegen Aegidius, die dieser 463 bei Orléans (mutmaßlich mit Hilfe der Salfranken unter Childerich I., doch muss dies offenbleiben) schlagen konnte. Dennoch musste Aegidius aufgrund des bestehenden Drucks ausweichen und errichtete im Gebiet nördlich der Loire bis zur Somme ein Sonderreich. Im Kern handelte Aegidius nun als ein spätrömischer Warlord, der von den zeitgenössischen Umständen profitierte und aus dem zerfallenen weströmischen Reich einen Teil für sich beanspruchte.
Aegidius bezog wahrscheinlich in Soissons Residenz, wo sich römische Waffenschmieden (fabricae) befanden, doch ist dies nicht gesichert. Es wird vielmehr aus der Tatsache abgeleitet, dass Gregor von Tours (dessen Historiae die Hauptquelle für diese Ereignisse darstellen, hinzu kommen für Aegidius einige ergänzende Angaben in anderen Quellen) davon berichtet, dass Aegidius einst diese Stadt beherrscht hat, wo um 486 Syagrius seinen Sitz hatte. Seit seiner Rebellion regierte Aegidius jedenfalls als unabhängiger gallorömischer Herrscher, wobei es unklar ist, wie weit sein Einflussgebiet konkret reichte, da die Quellen faktisch nichts über das sogenannte „Reich von Soissons“ berichten. Es wurde daher in der Forschung erwogen, dieses „Reich“ als moderne Phantomkonstruktion zu betrachten: Syagrius hatte zwar später seinen Sitz in Soissons (siehe unten), aber dass er über ein größeres Gebiet herrschte, wird nie explizit erwähnt.
464 oder 465 verstarb Aegidius. Dass Soldaten ihre Kommandeure mitunter selbst wählten, war in Gallien bereits seit Arbogast üblich geworden, und so trat Syagrius die Nachfolge seines Vaters an und residierte (dies gilt als gesichert) in Soissons. In den Quellen wird der comes Paulus erwähnt, der einige Jahre nach dem Tod des Aegidius (vielleicht im Bündnis mit den Salfranken) gegen sächsische Plünderer vorging, aber in einer Schlacht bei Angers fiel. Gregor berichtet darüber in seinem Geschichtswerk, wobei er sich offenbar auf einen (heute verlorenen) zeitgenössischen Bericht stützen konnte, die sogenannten Annalen von Angers:

„Danach griff Paulus, der römische Befehlshaber, mit den Römern und Franken die Goten an und machte reiche Beute. Als aber Adovacrius [ein Anführer sächsischer Plünderer] nach Angers kam, erschien am Tage darauf auch König Childerich und gewann, nachdem Paulus getötet war, die Stadt. An jenem Tag ging das Kirchenhaus in Flammen auf.“

Oft wird in der Forschung angenommen, dass Paulus im Auftrag des Syagrius agierte oder dass Paulus sogar an dessen Stelle als Statthalter in Soissons fungierte. Dies ist aber reine Spekulation, denn aus diesen Schilderungen geht nicht hervor, ob Paulus im Auftrag eines anderen (wobei dann nicht auszuschließen wäre, dass er als Vertreter der rechtmäßigen weströmischen Regierung aktiv war) oder vielleicht nicht eher auf eigene Faust handelte. All dies muss letztendlich offenbleiben.
Aegidius und danach Syagrius standen nach Ansicht vieler Forscher in gutem Einvernehmen mit dem Salfranken Childerich, wenngleich auch dies bisweilen bezweifelt wird, und galten als Bewahrer der gallorömischen Kultur in diesem Raum. Nach Ansicht von Forschern wie Patrick J. Geary und Guy Halsall stützte sich Aegidius auf die Reste der römischen Rheinarmee in Nordgallien und war in dieser Hinsicht weniger Verbündeter als vielmehr Rivale des fränkisch-römischen Generals Childerich. Syagrius „erbte“ wohl die Truppen seines Vaters und stand somit zumindest indirekt in Rivalität mit den Franken, die ihren eigenen Machtbereich zu vergrößern versuchten.
Ob Syagrius die nominelle Oberhoheit des west- oder oströmischen Kaisers anerkannte oder sich als eigenständiger Herrscher sah, ist nicht überliefert. Allerdings scheint es zwischen ihm und dem weströmischen Kaiser Anthemius zu einer Annäherung gekommen zu sein. Von dem von Anthemius 470 begonnenen Krieg gegen die Westgoten konnte Syagrius profitieren; mit salfränkischer Unterstützung wurden die Goten zunächst bei Bourges geschlagen, doch nutzte dies Kaiser Anthemius wenig, da bald darauf die letzten regulären weströmischen Truppenverbände in Südgallien von gotischen Truppen vernichtet wurden. Syagrius konnte seinen Machtbereich derweil vermutlich konsolidieren, allerdings ist für die nächsten Jahre die Entwicklung in seinem Machtbereich faktisch wiederum nicht greifbar. Es deutet einiges darauf hin, dass es nach der Absetzung des Julius Nepos 475 zu einem Zerwürfnis mit dem oströmischen Kaiser kam, der nun offenbar ein Bündnis mit Syagrius' Rivalen Childerich schloss. Ob eine 476 bei Candidus erwähnte Gesandtschaft „der Gallier aus dem Westen, die gegen Odoaker rebellierten“ zum Hof des oströmischen Kaisers Zenon von Syagrius entsandt wurde, ist unklar.
Gregor von Tours bezeichnete Syagrius als „Romanorum rex“ („König der Römer“), aber es ist unklar, ob er selbst diesen Titel gebrauchte. Die Bezeichnung rex sagt ohnehin nicht viel aus, zumal Gregor nie ein „Reich von Soissons“ erwähnt und der Titel rex in der Völkerwanderungszeit nicht sehr eindeutig war. Während die ältere Forschung dazu tendierte, Gregors Nachricht zu misstrauen, neigen in jüngster Zeit mehrere Forscher der Annahme zu, dass sich Syagrius, als er sich nicht mehr auf kaiserliche Legitimation berufen konnte, von seinen Männern notgedrungen zum Heerkönig (rex) habe ausrufen lassen – er wäre damit dem Vorbild der Anführer der foederati in römischen Diensten gefolgt. Bemerkenswert ist dabei, dass sich Syagrius eben nicht zum Kaiser ausrufen ließ und damit anders, als es rebellierende römische Generäle noch im frühen 5. Jahrhundert regelmäßig getan hatten, keinen Anspruch auf die Herrschaft im Reich erhob, sondern sich vielmehr auf Nordgallien beschränkte und eher als Warlord agierte.
Über die Ausdehnung des „Reiches von Soissons“ wurde in der Forschung viel spekuliert, doch faktisch existieren keine belastbaren Quellenbelege. Einige Forscher vertraten die Ansicht, der größte Teil Nordgalliens habe sich bis 486/487 unter der Kontrolle des Syagrius befunden. Edward James zufolge habe Syagrius aber bestenfalls über ein sehr kleines Gebiet um Soissons geherrscht. Nur ausgehend vom Titel rex, den Gregor Syagrius verlieh (und von dem es unsicher ist, ob dieser ihn wirklich trug), kann man keinen ausgedehnten Herrschaftsbereich unterstellen. Nimmt man den Titel rex aus der Gleichung, erscheint Syagrius nicht bedeutender als etwa Arbogast der Jüngere, der um 475 in Trier herrschte. In der modernen Forschung wird in der Regel eher von einem kleineren Herrschaftsgebiet ausgegangen, wenn Syagrius nicht gar vollständig auf Soissons begrenzt wird – denn in keiner einzigen Quelle wird behauptet, dass Syagrius auch über andere Städte geherrscht habe.
484 starb der mächtige Westgotenkönig Eurich, der bis dahin die politisch bestimmende Figur in Gallien gewesen war; Nachfolger wurde dessen junger Sohn Alarich II. Die Beziehungen zwischen Syagrius und den Salfranken verschlechterten sich spätestens mit dem Tod Childerichs 481/82, als dessen Sohn Chlodwig I. an die Macht kam und seinen Vater als rex der fränkischen foederati und administrator der Provinz Belgica secunda ablöste. Es ist aber durchaus möglich, dass bereits vorher Spannungen zwischen Aegidius/Syagrius und den Salfranken bestanden hatten. So wird erwogen, dass beide Seiten jahrelang darum konkurrierten, wem das Kommando über die Reste des römischen Heeres in Gallien zustehe, das sich zunächst Aegidius angeschlossen hatte. In diesem Sinne seien unter dem in den Quellen gebrauchten Sammelbegriff „Franken“ bisweilen die römischen Truppen an der Loire zu verstehen, die sich wohl hauptsächlich aus föderierten Franken rekrutierten.
Wie auch immer das Verhältnis zwischen Aegidius/Syagrius und Childerich/Chlodwig gestaltet war, nun jedenfalls kam es zum offenen Krieg. Chlodwig war offenbar bestrebt, die Schwäche des Westgotenreichs zu nutzen und seinen Machtbereich auf Kosten der Gallorömer zu vergrößern, was den Untergang des Syagrius besiegelte. Über die folgenden Ereignisse berichtet wiederum sehr knapp Gregor, von dem alle späteren Quellen abhängig sind. 486 oder 487 unternahm Chlodwig demnach im Bündnis mit seinem Verwandten Ragnachar einen Angriff auf Syagrius, der in einer Schlacht besiegt wurde. Die überlebenden bucellarii des Syagrius sind wohl von Chlodwig übernommen worden; eine Notiz des griechischen Geschichtsschreibers Prokopios von Caesarea legt überdies nahe, dass nun auch die Reste der römischen Grenztruppen in Nordgallien zu den Franken übertraten. Chlodwig bezog zunächst vorläufig in Soissons seine neue Residenz. Die Stadt blieb auch unter den folgenden Merowingern eine wichtige Residenzstadt und behielt ihre Bedeutung bis in die Zeit der frühen Karolinger.
Syagrius selbst floh in das südgallische Toulouse zu Alarich II., was möglicherweise als Indiz dafür zu deuten ist, dass Syagrius und die Westgoten bereits zuvor gute Beziehungen unterhalten hatten. Alarich lieferte Syagrius allerdings schließlich an Chlodwig aus, auf dessen Befehl Syagrius hingerichtet wurde. Ob Syagrius bereits kurz nach seiner Niederlage oder erst einige Jahre später an Chlodwig ausgeliefert wurde, ist ungewiss. Chlodwig verfügte nach seinem Sieg über Syagrius zwar über beträchtliche Ressourcen, doch es ist fraglich, ob er damit ausreichend Druck auf das immer noch sehr viel mächtigere Westgotenreich hätte ausüben können. Möglicherweise wurde Syagrius daher erst einige Jahre später an Chlodwig ausgeliefert, als dieser zu einem gefährlicheren Gegenspieler der Westgoten geworden war.
In einer Quelle aus dem (wohl späten) 7. Jahrhundert, der sogenannten fränkischen Völkertafel, wird vermerkt, dass mit dem Tod des Syagrius die römische Herrschaft in Gallien untergegangen sei. Unabhängig vom Schicksal des Syagrius ist die gens Syagria aber noch bis ins 8. Jahrhundert belegt und kann somit als Beispiel einer gallorömischen senatorischen Familie gelten, die sich trotz aller geschichtlichen Brüche mit den neuen politischen Verhältnissen arrangieren konnte.